# Río Kazanka
El río Kazanka (en ruso: Казанка; en tártaro: Казансу) es un río de Rusia, de la república de Tartaristán, afluente por la izquierda del Volga.

## Geografía
El río tiene una longitud de 140 km, una cuenca de 2.600 km² y un caudal medio en la desembocadura de 299 m³/s. Nace en las cercanías del pueblo Bimeri, en el raión de Arsk, fluyendo hacia el sur, y atravesando esta última ciudad. Tras Arsk, cambió su orientación hacia el oeste. El río surca paisaje agrícolas hasta llegar a Kazán y al embalse de Kuibyshev, donde desemboca en el Volga. 
El río divide a Kazán en dos partes, que están unidas por seis puentes, el más famoso de los cuales es el puente del Milenio.

## Afluentes
Por la derecha:
- Iya
- Verezinka
- Atynka
- Krasnaya
- Simiakovka
- Sula
- Solonka
- Sujaya

Por la izquierda:
- Kismes
- Kamenka
- Kinderka
- Noksa
- Bulak